# Convento di San Pasquale (Atessa)
Il convento di San Pasquale è un complesso monastico ubicato ad Atessa, in provincia di Chieti, in località Vallaspra. Comprende la chiesa di Santa Maria degli Angeli.

## Storia
Secondo fonti bibliografiche la fondazione del convento risalirebbe al 1408, attorno ad un'antica cappella detta "cona", su proposta di Fra Tommaso da Firenze. I lavori terminarono nel 1431. Alcuni importanti interventi di rimaneggiamento vennero condotti nel 1666 e nel 1700, come attestato da una pergamena del 1762, probabilmente per conformare l'edificio alla sua nuova funzione di lanificio, protrattasi per oltre quaranta anni fino al 1675. Vi venivano prodotti tessuti per confezionare il saio francescano e vi venivano smerciate lana e merci con pellegrini, pastori e viandanti che transitavano sul tratturo che giungeva a Fara San Martino.
Nel 1860, con l'incameramento dei beni ecclesiastici, la struttura divenne proprietà del comune di Atessa e visse un lungo periodo di decadimento e abbandono, nel quale fu utilizzata come rimessa e magazzino a servizio del corpo forestale. In quel periodo, tuttavia, il giardino venne trasformato in un vivaio di piante, come è oggigiorno. 
Nel 1926 il campanile a torre che stava sul retro crollò. 
Nel 1936 il convento fu restaurato, la facciata della chiesa fu modificata dallo stile paeudo barocco intonacato, con lo scrostamento dell'intonaco, lasciando la pietra, le tre monofore murate, e fu costruito in cima un piccolo campanile a vela.
La chiesa di Santa Maria degli Angeli riprese ad essere officiata ad opera di un gruppo di missionari Oblati di Maria Immacolata. Venne anche rimosso l'intonaco che rivestiva le pareti esterne e fu modificata la terminazione della chiesa, che precedentemente era piana.
Al momento ospita i Missionari Identes.

## Descrizione

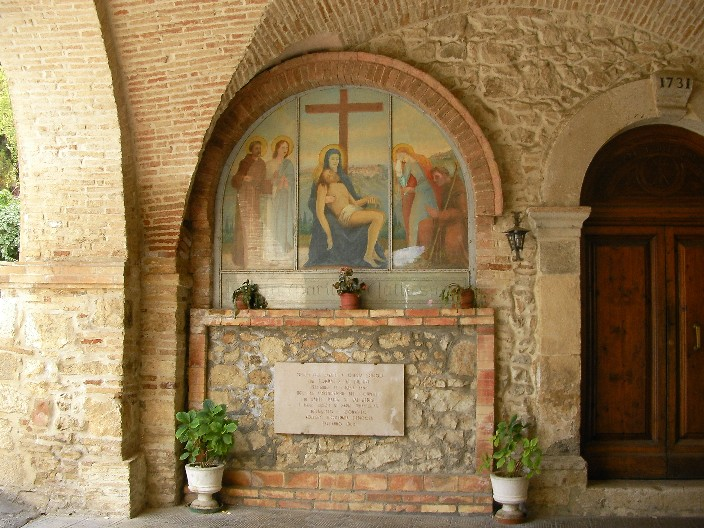
L'affresco della Pietà con Santa Maria Maddalena e Sant'Antonio da Padova a destra, San Giovanni e San Francesco a sinistra

Il convento è realizzato in pietra, con l'utilizzo di laterizi solo per le paraste, le arcate e le volte a crociera del portico. Sulla parete di fondo di quest'ultimo è visibile un affresco (parte dell'antica "cona") che rappresenta la Pietà con ai lati la Maddalena, Sant'Antonio, San Giovanni e San Francesco. Il prospetto principale è scandito dagli archi a tutto sesto con paraste del portico, che sostengono una trabeazione che si interrompe in corrispondenza della facciata della chiesa, in quanto essa emerge in avanti rispetto al resto della struttura. L'edificio possiede anche un chiostro interno a pianta quadrangolare, con un doppio ordine di arcate, al centro del quale si trova il pozzo che secondo la tradizione sarebbe stato oggetto di un miracolo nel 1709.
Nel muro sinistro del convento è presente una grande riproduzione di Lourdes, con anche un piccolo laghetto.

## Chiesa di Santa Maria degli Angeli

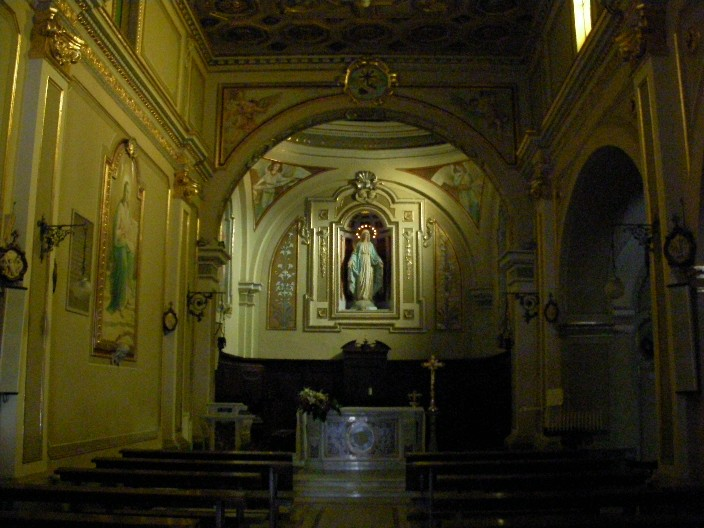
L'interno della chiesa di Santa Maria degli Angeli

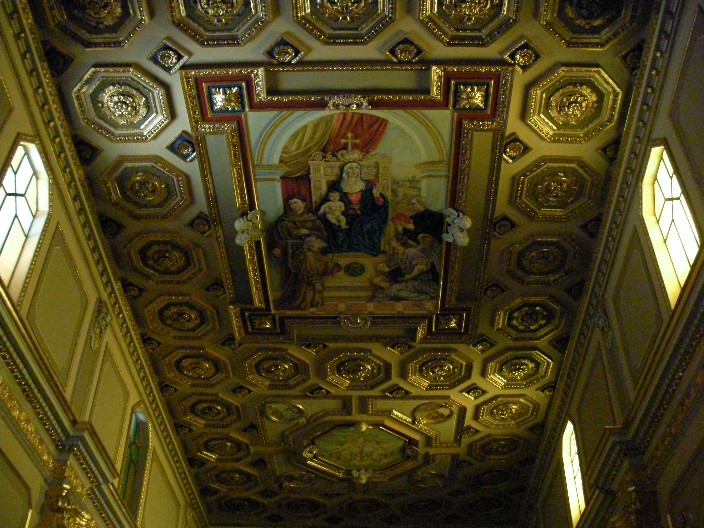
Il soffitto della chiesa di Santa Maria degli Angeli

La facciata, divisa orizzontalmente da una cornice marcapiano, si conclude con un frontone interrotto al centro da un piccolo campanile a vela. Dei due settori in cui la cornice divide il prospetto, quello di sotto accoglie un grande arco che introduce nel portico e poi alla chiesa, mentre in quello di sopra si trova una trifora con archi poggianti su colonnine.
All'interno paraste con capitelli dorati sorreggono una trabeazione che corre lungo tutto il perimetro della chiesa. Un grande arco separa la navata, con copertura a cassettoni, dalla zona absidale, con una calotta emisferica impostata su pennacchi affrescati. Alla destra della navata principale se ne apre una laterale più piccola, sulla quale si affaccia la grande cappella dedicata a San Pasquale Baylon, aggiunta nei primi del Settecento. Quest'ultima conserva un reliquiario con i resti di Santa Liberata Martire e altri reliquiari con i resti del beato Tommaso e di San Pasquale. Degna di nota è anche una statua del santo a cui è dedicato il convento e una scultura cinquecentesca in terracotta di San Francesco d'Assisi.